# 90210 (sezon 1)
Pierwsza seria serialu telewizyjnego dla młodzieży 90210 jest emitowana na FoxLife'e od 23 kwietnia 2010, zawiera ona 24 odcinki. Pilotowy odcinek serialu obejrzało około 5 milionów widzów.
Podobnie jak w oryginalnym serialu, 90210 następuje wprowadzenie się rodziny (rodzice Debbie i Harry Wilson, córka Annie i adoptowany syn Dixon). Harry jest faktycznie z Beverly Hills i wraca aby opiekować się swoją matką Tabithą, i do pracy jako dyrektor w West Beverly Hills High School. Wszyscy oni starają się dostosować do nowego życia: Annie przeżywa pierwsze zauroczenia (zaczynając od bogatego dzieciaka Ty) i przyjaźni, a także poznaje popularność i własną tożsamość; Dixon ma problemy ze swoją adopcją; Harry i Debbie zmagają się z nowiną, że Harry ma syna z Tracy, jego byłą szkolną miłością.
Tracy Clark ma córkę, Naomi Clark, która chodzi z Ethanem Wardem, nowym rywalem Dixona, który niedługo zrywa z Naomi. Następnie Annie i Ethan zaczynają się spotykać, po przeprowadzce Annie do Beverly Hills. Obie dziewczyny na przemian stają się przyjaciółkami, wrogami w miłosnym trójkącie, a także prawie siostrami ze względu na dziecko rodziców. Ich matki znajdują się we własnym trójkącie miłosnym po ślubie Tracy Clark z Charlesem (za którym Naomi nie przepada), a ona zdaje sobie sprawę, że chce Harry’ego z powrotem. Walka Naomi z Annie zmusza ją do sprowadzenia byłego chłopaka Annie z Kansas, Jasona jako broń żeby odnowić swój związek z Ethanem. Naomi zaprzyjaźnia się z grupą starszych dziewcząt i zaczyna flirtować z Ozziem, studentem, a później zaczyna przyciągać do siebie barmana o imieniu Liam, który niedługo później okazuje się być w jej wieku i staje się uczniem West Beverly High. Tymczasem związek Ethan i Annie przeżywa kryzys, ponieważ Ethan na nowo przemyśliwuje swoje życie po wypadku samochodowym i zaczyna interesować się Rhondą, dziewczyną którą uderzył. Wkrótce Naomi i Liam zaczynają się spotykać, a gdy Naomi zaprzyjaźnia się z Annie, Liam zaczyna interesować się nimi obiema.
Najlepszą przyjaciółką Naomi jest upadła gwiazda Adrianna Tate-Duncan, która walczy z uzależnieniem od narkotyków. To wprowadza ją w kłopoty, kiedy Harry postanawia przeszukać szkołę, dzięki pomocy policjantki, Kimberly McIntyre, która jest pod przykryciem jako student. Kimberly zaczyna spotykać się z nauczycielem Ryanem Matthews, który przez znajomość z nią ma problemy w szkole. Pełna poczucia winy, Kimberly stara się jak najlepiej rozwiązać sprawę, pomagając Ryanowi odzyskać swoją pracę z powrotem, choć on bierze urlop, aby na nowo przemyśleć swoje życie. Adrianna trafia na odwyk, po niemal obciążeniu Naomi problemami prawnymi, gdyż wzięła na siebie winę za posiadanie narkotyków. Tam rozpoczyna znajomość z Navidem Shirazi, redaktorem gazetki szkolnej i najlepszym przyjacielem Dixona, który zapłacił za jej odwyk. Chociaż na początku dziewczyna robi wszystko, aby tylko go "spłacić", zaczynają rzeczywiście dbać o siebie. Adrianna później odkrywa, że jest w ciąży w wyniku jej swobody seksualnej, gdy była uzależniona. Po powiadomieniu Navida o ciąży, on zrywa z nią. Ona później ujawnia, że ojciec jej dziecka to Ty, choć nie jest jasne, kiedy spali razem. Ona i Navid wracają do siebie, kiedy Navid zdaje sobie sprawę, że chociaż ona jest w chaosie, on nie potrafi o niej zapomnieć, i zaangażował się w ich związek, choć jego rodzina oddaliła się od niego, gdy powiedział im, że dziecko nie jest jego i nie rezygnuje gdy Adrianna ujawnia, że ojcem jej córki jest Ty.
Innym opisywanym bohaterem jest Erin Silver (nazywana od jej drugiego imienia), przyrodnia siostra Kelly Taylor i Davida Silvera oraz była najlepsza przyjaciółka Naomi, dopóki ojciec Silver nie zaczyna romansować z Naomi, co ostatecznie kończy jej przyjaźń z Naomi. Szybko zaprzyjaźnia się z Annie i zaczyna spotykać się z Dixonem, który jest nieco zaskoczony jej "nie-tak-90210" stylem życia, gdyż jest ona dziewicą, która nie dba o popularność. Jeden odcinek jest bardzo szczególny, ponieważ okazuje się, że Silver ma chorobę afektywną dwubiegunową. Kelly Taylor jest obecnie psychologiem w West Beverly i ma syna o imieniu Sammy. Kelly staje się opiekunem Silver gdy jej matka okazuje się być niewystarczającym opiekunem dla córki z powodu jej alkoholizmu. Ona krótko spotyka się z Ryanem przed jego odejściem z pracy, z powodu jego związku z uczennicą / policjantką Kimberly ale także, dlatego że spał z Brendą, ponownie psując przyjaźń pomiędzy kobietami. Po odkryciu Brendy, że nie może mieć dzieci, kobiety postanawiają się pogodzić.
Na balu, Adrianna zaczyna rodzić. Rodzi córkę, którą daje do adopcji. Dowiaduje się również, że Brenda adoptowała dziecko z Chin. Ethan zaczyna rozumieć swoje uczucia do Silver, co prowadzi do konfrontacji z Dixonem i pocałunku z Silver. Na imprezie Naomi i Jen (jej siostra), Liam śpi z Jen. On jest wściekły, że Naomi powiedziała Jen o jego przeszłości: chciał zachować to w tajemnicy. Jednak nie był świadomy, że Jen była siostrą Naomi, a po ustaleniu tego jest przerażony. Naomi dowiaduje się o tym, ale uważa, że Annie była z Liamem, a nie Jen. To kończy się poważną kłótnią między Annie i Naomi, gdzie Annie jest odrzucana przez rówieśników, ucieka, wsiada pijana do samochodu i przypadkowo potrąca człowieka.

## Obsada
W 1 serii 90210 wystąpiło cztery gwiazdy Beverly Hills, 90210: Jennie Garth, Shannen Doherty, Tori Spelling i Joe E. Tata odtworzyli swoje oryginalne role.

### Główna
- Rob Estes jako Harry Wilson
- Shenae Grimes jako Annie Wilson
- Tristan Wilds jako Dixon Wilson
- AnnaLynne McCord jako Naomi Clark
- Dustin Milligan jako Ethan Ward
- Ryan Eggold jako Ryan Matthews
- Jessica Stroup jako Silver
- Michael Steger jako Navid Shirazi
- Jessica Lowndes jako Adrianna Tate-Duncan (drugoplanowa: odcinki 1-13, główna: od 14)
- Lori Loughlin jako Debbie Wilson
- Jessica Walter jako Tabitha Wilson (odcinki 1-13)

### Drugoplanowa
- Matt Lanter jako Liam Court
- Adam Gregory jako Ty Collins
- Kellan Lutz jako George Evans
- Sara Foster jako Jen Clark
- Christina Moore jako Tracy Clark
- James Patrick Stewart jako Charles Clark

### Specjalne gościnne występy
- Jennie Garth jako Kelly Taylor
- Shannen Doherty jako Brenda Walsh
- Tori Spelling jako Donna Martin

### Gościnnie
- Joe E. Tata jako Nat Bassichio
- Ann Gillespie jako Jackie Taylor
- Michael Trevino jako Ozzie Cardoza

## Lista odcinków
| № | Nr | Tytuł                            | Tytuł polski            | Reżyseria          | Scenariusz                                          | Premiera             | Premiera w Polsce |
| --- | -- | -------------------------------- | ----------------------- | ------------------ | --------------------------------------------------- | -------------------- | ----------------- |
| 1 | 1  | We're Not in Kansas Anymore      | To nie jest Kansas      | Mark Piznarski     | Rob Thomas, Gabe Sachs, Jeff Juda                   | 2 września 2008      | 13 kwietnia 2009  |
| Harry Wilson, nowy dyrektor West Beverly High, powraca z Witchita w Kansas do swojego rodzinnego domu wraz ze swoją żoną Debbie, ich córką Annie i adoptowanym synem Dixonem, aby zająć się matką, byłą gwiazdą telewizyjną Tabithą Wilson. Pierwszego dnia w West Beverly Annie i Dixon spotykają Ethan Warda, gwiazdę lacrosse, w którym Annie podkochiwała się kilka lat temu, a który obecnie zdradza swoją dziewczynę Naomi Clark, bogatą i rozpuszczoną pannę, która wierzy że za pieniądze można wszystko. Dixon zaprzyjaźnia się z Navidem Shirazi, redaktorem 'Blaze News' i stara się dostać do drużyny lacrosse, żeby podtrzymać więź ze swoim ojcem, ale wszystko się rozpada kiedy wdaje się w bójkę z George’em, zawodnikiem z drużyny, tracąc szanse na dostanie się do zespołu. Zły na Ethana i George’a Dixon stara się odegrać na nich wysyłając Naomi wiadomość o romansie Ethana, tylko po to by dowiedzieć się, że Ethan przyjął go z powrotem do drużyny. Erin Silver, dziewczyna o wolnym duchu plotkuje o Annie na swoim blogu i poniża ją za zaprzyjaźnienie się z Naomi – jej byłą przyjaciółką, ale wynagradza jej to załatwiając jej rolę w szkolnym musicalu, do którego przesłuchania przegapiła Annie. Denerwuje to z kolei Adriannę Tate-Duncan, boginię teatru, jak również niekontrolowaną narkomankę, która kradnie torebkę swojej przyjaciółce Naomi, żeby kupić narkotyki. W torebce jest telefon z wiadomością od Dixona. Annie, Dixon, Navid i Silver wbijają się na przyjęcie Naomi, żeby ta nie przeczytała wiadomości, ale tak czy inaczej Naomi dowiaduje się prawdy. Kiedy Naomi oblewa zadanie z angielskiego, nauczyciel Ryan Matthews i doradca, siostra Silver, Kelly Taylor, idą z problemem do Harry’ego, który szybko dochodzi do wniosku, że ukrywanie prawdy o swojej przeszłości z matką Naomi, Tracy Clark będzie trudne, po tym jak dowiedział się, że gdzieś tam jest ich syn. |    |                                  |                         |                    |                                                     |                      |                   |
| 2 | 2  | The Jet Set                      | Randka marzeń           | Wendey Stanzler    | Gabe Sachs, Jeff Judah                              | 2 września 2008      | 13 kwietnia 2009  |
| Dixon robi wrażenie na rówieśnikach, gdy próbuje się dostać do drużyny hokeja. Musi jednak poradzić sobie z zazdrosnymi zawodnikami, którzy będą mu utrudniać to zadanie. Annie przegapiła przesłuchania do musicalu, ale niespodziewanie spotyka odtwórcę głównej roli, Ty, który jest jednym z najbardziej znanych studentów na campusie. Chłopak, chcąc zaimponować Annie, zabiera ją prywatnym odrzutowcem na kolację. Problem polega na tym, że dziewczyna nie powiedziała o planach rodzicom. |    |                                  |                         |                    |                                                     |                      |                   |
| 3 | 3  | Lucky Strike                     | Rodzinne wyjście        | Mark Piznarski     | Jill Gordon                                         | 9 września 2008      | 20 kwietnia 2009  |
| Annie i Dixon dowiadują się, że Harry i Debbie zaplanowali rodzinny wieczór na kręgielni. Na spotkaniu pojawiają się Ethan, David i Silver. Wtedy Harry i Debbie zdają sobie sprawę, że stracili kontrolę nad rodzinnym wypadem, ale zachęcają dzieci do spędzenia czasu z przyjaciółmi. Ty również pojawia się na kręgielni. Zmusza Annie do wyboru, czy chce spędzić czas z nim, czy z Ethanem. Naomi jest rozczarowana wieczorem spędzonym z ojcem. W złości niszczy otrzymany od niego podarunek. |    |                                  |                         |                    |                                                     |                      |                   |
| 4 | 4  | The Bubble                       | Zamknięty krąg          | Sarah Pia Anderson | Dailyn Rodriguez                                    | 16 września 2008     | 20 kwietnia 2009  |
| Annie, Harry i Debbie są zaskoczeni, gdy dowiadują się, że zwolniła się posada reżysera musicalu wystawianego w West Beverly Hills i że Tabitha zgłosiła swoją kandydaturę na to stanowisko. Kelly przekonuje Brendę, by to ona podjęła się reżyserowania sztuki. Tymczasem Kelly zastanawia się nad związkiem z Ryanem. Mimo iż jest inteligentny, elegancki i dowcipny, mógłby nie być dobrym ojcem dla jej synka, Sammy’ego. Dixon dowiaduje się, że rodzinne finanse są w fatalnym stanie. Prosi Nate'a o pracę w "Peach Pit". |    |                                  |                         |                    |                                                     |                      |                   |
| 5 | 5  | Wide Awake and Dreaming          | Marzenie i przebudzenie | Paul Lazarus       | Sean Reycraft                                       | 23 września 2008     | 27 kwietnia 2009  |
| Zbliża się premiera szkolnego musicalu, w którym Annie Wilson i Ty zagrają razem scenę erotyczną. Na próbie zachowują się realistycznie, co wzbudza mieszane uczucia. Szczególnie u ojca Annie. Silver nigdy nie czuła się tak onieśmielona, jak teraz, gdy pomaga Brendzie przy reżyserowaniu przedstawienia. Nadchodzi wieczór premiery. Okazuje się, że Adrianna, która miała zagrać rolę pierwszoplanową, jest uzależniona od narkotyków. Annie otrzymuje szansę zajęcia jej miejsca. |    |                                  |                         |                    |                                                     |                      |                   |
| 6 | 6  | Model Behavior                   | Wzorowe zachowanie      | J. Miller Tobin    | Jason Ning                                          | 30 września 2008     | 27 kwietnia 2009  |
| Adrianna i jej matka, Constance, sugerują dyrektorowi West Beverly Hills, że zawiązano spisek, aby odsunąć Adriannę od występu w szkolnym przedstawieniu. Szef Debbie, Antonio, proponuje jej pracę fotografa podczas Tygodnia Mody w Los Angeles. Naomi dochodzi do wniosku, że pokaz będzie idealnym miejscem, by na nowo połączyć rodziców. Charles zjawia się w towarzystwie kochanki. Erin Silver otrzymuje propozycję pracy jako modelka. Kelly będzie musiała zdecydować, czy wybiera związek z Ryanem, czy ojca jej synka, Sammy’ego – Dylana. |    |                                  |                         |                    |                                                     |                      |                   |
| 7 | 7  | Hollywood Forever                | Hollywood Forever       | Norman Buckley     | Caprice Crane                                       | 7 października 2008  | 4 maja 2009       |
| Annie i Ethan biorą udział w szkolnym przedsięwzięciu, które ma polegać na wspólnym opiekowaniu się dzieckiem. Doświadczenie sprawia, że widzą siebie w innym świetle. Silver i Dixon spędzają wieczór. Tracy oznajmia Harry’emu, że wynajęła prywatnego detektywa, by odszukał ich syna, którego oddali kilka lat wcześniej do adopcji. Naomi przyłapuje Adriannę z fiolką kokainy. Tymczasem w budynku pojawiają się policjanci, którzy szukają narkotyków. Gdy Naomi próbuje pozbyć się używki w toalecie, zostaje zatrzymana przez funkcjonariuszkę. |    |                                  |                         |                    |                                                     |                      |                   |
| 8 | 8  | There’s No Place Like Homecoming | Powrót do domu          | Tony Wharmby       | Darlene Hunt                                        | 28 października 2008 | 4 maja 2009       |
| Adrianna nieomal umarła z powodu przedawkowania, ale powoli wraca do zdrowia. Jest uzależniona od narkotyków; czeka ją długa kuracja odwykowa. Adrianna prosi Navida, by pomógł jej skontaktować się z Naomi. Ta jednak czuje się zdradzona i nie zamierza z nią rozmawiać. Naomi poznaje punka, imieniem Ozzy. Trwają przygotowania do szkolnego balu. Gdy impreza rozpoczyna się, Ethan prosi Annie do tańca. Naomi, by ukryć rozczarowanie, przyjmuje zaproszenie Ozzy’ego. Debbie krytykuje Tracy za jej niestosowne zachowanie wobec Harry’ego. |    |                                  |                         |                    |                                                     |                      |                   |
| 9 | 9  | Secrets and Lies                 | Sekrety i kłamstwa      | Nick Marck         | Dailyn Rodriguez                                    | 4 listopada 2008     | 11 maja 2009      |
| Harry wyznaje dzieciom, że kiedy był w ich wieku, spotykał się z Tracy Clark, która zaszła w ciążę. Nie wiedział, że urodziła syna i oddała go do adopcji. Annie i Dixon są zdruzgotani. Annie wybiera się na imprezę – ma się tam spotkać z Ethanem. Chłopak prosi ją, aby utrzymywali związek w tajemnicy. Adrianna wraca po odwyku do szkoły. W tych trudnych chwilach wspiera ją Navid. Ozzy znów próbuje przełamać niechęć Naomi. Ryan musi ukrywać związek z Kimberly – policjantką prowadzącą dochodzenie na terenie West Beverly Hills High School. |    |                                  |                         |                    |                                                     |                      |                   |
| 10 | 10 | Games People Play                | Świat intryg            | Wendey Stanzler    | Kristin Long                                        | 11 listopada 2008    | 11 maja 2009      |
| Naomi przypadkowo zobaczyła, że Annie i Ethan całują się. Kelly jest wstrząśnięta informacjami o zachowaniu Ryana. Nie może uwierzyć, że nawiązałby romans z uczennicą. Adrianna postanawia odwiedzić Navida i odkrywa, że jej przyjaciel mieszka w rezydencji. Dziewczyna jest zauroczona rodziną Navida. Zostaje zaproszona na kolację, podczas której wszyscy odnoszą się do niej z wielką sympatią. Naomi sprowadza do Kalifornii byłego chłopaka Annie, Jasona jako jej prezent urodzinowy. Pojawia się nieślubny syn Harry’ego Wilsona i Tracy Clark – Sean. |    |                                  |                         |                    |                                                     |                      |                   |
| 11 | 11 | That Which We Destroy            | Zerwane więzi           | Melanie Mayron     | Allison Schroeder, Caprice Crane                    | 18 listopada 2008    | 18 maja 2009      |
| Niespodziewane pojawienie się nieślubnego syna Harry’ego i Tracy – Seana – było dla wszystkich szokiem. Wilsonowie postanowili przyjąć go serdecznie w swoim domu. Harry martwi się, że nie uczestniczył w wychowaniu syna, bo przez 25 lat nie wiedział o jego istnieniu. Kelly usiłuje pogodzić Annie i Naomi. Ta druga czuje się wykluczona z kręgu dotychczasowych przyjaciół i przyłącza się do grupy starszych szkolnych koleżanek. Kelly odwiedza w teatrze Brendę, by odbudować ich relacje. Zostaje jednak potraktowana chłodno. |    |                                  |                         |                    |                                                     |                      |                   |
| 12 | 12 | Hello, Goodbye, Amen             | Odkrycia i zwierzenia   | Stuart Gillard     | Jennifer Cecil                                      | 6 stycznia 2009      | 18 maja 2009      |
| Adrianna niepokoi się o przyjaciela z grupy odwykowej, który nie odpowiada na jej wiadomości. Christina, której ojciec jest właścicielem wytwórni płytowej promującej muzykę Afroamerykanów, zaprasza Dixona na przyjęcie, gdzie będzie on miał okazję poznać prawdziwe gwiazdy. Sean prosi Harry’ego o sporą ilość pieniędzy. Tymczasem Annie przypadkowo podsłuchuje rozmowę telefoniczną Seana. Podejrzewa, że coś kryje się za niespodziewanym pojawieniem się brata. Adrianna dowiaduje się, że jej były partner jest nosicielem wirusa HIV. |    |                                  |                         |                    |                                                     |                      |                   |
| 13 | 13 | Love Me or Leave Me              | Kochaj albo rzuć        | Wendey Stanzler    | Paul Sciarrotta                                     | 13 stycznia 2009     | 25 maja 2009      |
| W kwestii sprawowania opieki rodzicielskiej Debbie i Tabitha nie zgadzają się ze sobą. Dochodzi do kolejnego konfliktu, gdy Tabitha robi niespodziankę Annie i Dixonowi nowym samochodem. Ethan i Annie wymykają się do domu Tabithy w Palm Springs, by mieć czas dla siebie. W pełni wykorzystują sytuację. Adrianna wyjawia Naomi swoją tajemnicę, w wyniku czego obie znów stają się przyjaciółkami. |    |                                  |                         |                    |                                                     |                      |                   |
| 14 | 14 | By Accident                      | Pierwsze niepowodzenia  | Michael Grossman   | Michael Sonnenschein                                | 20 stycznia 2009     | 25 maja 2009      |
| Adrianna jest pogodzona z decyzją o dziecku, liczy na pomoc Naomi i Kelly, również w wykryciu ojca. Ethan pomaga Annie w powtarzaniu tekstu, by przygotowała się do przesłuchania do nowej szkolnej sztuki. Oboje są zdziwieni, gdy dowiadują się, że Ty również bierze udział w przesłuchaniu. Ryan powraca do West Bev z nowymi poglądami. |    |                                  |                         |                    |                                                     |                      |                   |
| 15 | 15 | Help Me, Rhonda                  | Rhonda                  | Liz Friedlander    | Jason Ning                                          | 3 lutego 2009        | 1 czerwca 2009    |
| W trakcie rozmowy telefonicznej z Ethanem Annie usłyszała, że doszło do wypadku samochodowego. Wraz z rodzicami przybiegają na ostry dyżur, gdzie okazuje się, że jej chłopak doznał jedynie niegroźnych urazów. W gorszym stanie jest dziewczyna z drugiego samochodu. Ethan pragnie ją przeprosić i wtedy okazuje się, że Rhonda też jest uczennicą West Beverly. Ethan coraz więcej czasu spędza z Rhondą w szpitalu, zamiast brać udział w próbach teatralnych. Dixon jest smutny, bo rozstał się z Silver z powodu nieodwzajemnionej przez nią miłości. |    |                                  |                         |                    |                                                     |                      |                   |
| 16 | 16 | Of Heartbreaks and Hotels        | Złamane serca i hotele  | Miller Tobin       | Sean Reycraft                                       | 10 lutego 2009       | 1 czerwca 2009    |
| Ciąża Adrianny jest tematem numer jeden w środowisku jej przyjaciół i znajomych. Navid wciąż ją ignoruje. Silver jest zła, gdyż planowana kolacja z Dixonem nie dochodzi do skutku. Annie jest zazdrosna o Ethana, który bardzo zbliżył się do Rhondy. |    |                                  |                         |                    |                                                     |                      |                   |
| 17 | 17 | Life's a Drag                    | Brzemię życia           | Wendey Stanzler    | Caprice Crane                                       | 31 marca 2009        | 8 czerwca 2009    |
| Liam pokazuje Naomi swoją ciemną stronę. Ona jest zszokowana, lecz fascynuje ją przystojny chłopak. Tymczasem Annie i Ethan muszą stawić czoła kolejnemu wstrząsowi w ich związku, gdy Adrianna ujawnia informację o pocałunku Ethana i Rhondy. Silver i Dixon robią film, który wzbudza sporo kontrowersji. |    |                                  |                         |                    |                                                     |                      |                   |
| 18 | 18 | Off The Rails                    | Utrata kontroli         | Jason Priestley    | Steve Hanna                                         | 7 kwietnia 2009      | 8 czerwca 2009    |
| Silver znika, zmartwiona wzburzeniem, które wywołał film i brakiem właściwej reakcji Dixona. Kelly pozyskuje pomoc Ryana w znalezieniu siostry, ale nie dowiaduje się, dlaczego jej postępowanie jest tak chaotyczne. Tymczasem Navid i Adrianna uzyskują przedsmak rodzicielstwa. |    |                                  |                         |                    |                                                     |                      |                   |
| 19 | 19 | Okaeri, Donna !                  | Powrót Donny            | Stuart Gillard     | Jennie Snyder Urman, Rebecca Rand Kirshner Sinclair | 14 kwietnia 2009     | 15 czerwca 2009   |
| Donna składa niezapowiedzianą wizytę Silver i Kelly. Dixon odnalazł biologiczną matkę. Nalega, by Annie pomogła mu spotkać się z nią. Naomi jest coraz bardziej zakochana w Liamie. |    |                                  |                         |                    |                                                     |                      |                   |
| 20 | 20 | Between a Sign and a Hard Place  | Bolesny dylemat         | Rob Estes          | Jennie Snyder Urman, Rebecca Rand Kirshner Sinclair | 21 kwietnia 2009     | 15 czerwca 2009   |
| Donna ma dylemat – wybrać życie u boku Davida w Japonii czy przeprowadzić się do Beverly Hills, by być blisko córki. Annie i Naomi postanawiają poprawić wzajemne relacje. Adrianna i Navid spotykają się z małżeństwem, które być może adoptuje ich dziecko. |    |                                  |                         |                    |                                                     |                      |                   |
| 21 | 21 | The Dionysian Debacle            | Trudne wyznania         | Jamie Babbit       | Jennie Snyder Urman                                 | 28 kwietnia 2009     | 22 czerwca 2009   |
| Starsza siostra Naomi, Jen, nieoczekiwanie wraca do Beverly Hills. Tymczasem Naomi nakłania Annie na udanie się na podwójną randkę. Adrianna i Navid ujawniają rodzicom swoją decyzję. |    |                                  |                         |                    |                                                     |                      |                   |
| 22 | 22 | The Party's Over                 | Koniec zabawy           | Melanie Mayron     | Jennifer Cecil                                      | 5 maja 2009          | 22 czerwca 2009   |
| Starsza siostra Naomi, Jen, nieoczekiwanie wraca do Beverly Hills. Tymczasem Naomi nakłania Annie do udania się na podwójną randkę. Adrianna i Navid ujawniają rodzicom swoją decyzję. |    |                                  |                         |                    |                                                     |                      |                   |
| 23 | 23 | Zero Tolerance                   | Rewanż                  | Nick Marck         | Gayle Abrams & Jennie Snyder                        | 12 maja 2009         | 29 czerwca 2009   |
| W związku ze zbliżającą się imprezą Annie, Adrianna, Naomi i Silver zostają przygotowani przez słynnego stylistę. Annie zgadza się udać na bal z Charliem, który jest w niej zakochany. Jednak gdy ten zdaje sobie sprawę, że zainteresowanie dziewczyny jest czysto platoniczne, rozzłoszczony, planuje zemstę. |    |                                  |                         |                    |                                                     |                      |                   |
| 24 | 24 | One Party Can Ruin Your Summer   | Burzliwy początek lata  | Wendey Stanzler    | Rebecca Rand Kirshner Sinclair                      | 19 maja 2009         | 29 czerwca 2009   |
| Adrianna i Navid są zmuszeni do nieplanowanego opuszczenia imprezy, gdy Adrianna zaczyna rodzić. Dixon stawia czoło Ethanowi w związku z Silver, gdy zauważa, że wzmacnia się jego uczucie wobec dziewczyny. |    |                                  |                         |                    |                                                     |                      |                   |